# Wilhelm Schumacher (Herausgeber)
Wilhelm Schumacher (* 3. Januar 1800 in Danzig; † 28. April 1837 ebenda) war ein deutscher Schriftsteller und Zeitungsverleger.

## Leben
Wilhelm Schumacher wurde als Sohn eines Fuhrmannes geboren, der später Regierungsbote wurde.
Aus finanziellen Gründen konnte er nicht die notwendige Schulbildung erhalten, so lehrte ihn sein Vater das Lesen und durch Privatunterricht erlernte er etwas französisch, polnisch und Erdkunde; er besuchte für sechs Monate eine Freischule.
In seiner Kindheit und Jugend wuchs er unter Straßenjungen auf. Im Alter von 13 Jahren zwang ihn der Hunger während der Belagerung Danzigs aus der Stadt, so dass er sich im Umland unter Bauern und Kosaken aufhielt. Trotz dieser ungünstigen Umstände entwickelte er eine lebhafte Phantasie und fertigte bereits als Kind Verse an und erfand Geschichten, so konnte er Märchen aus dem Stegreif erzählen. In seiner Kindheit erlitt er diverse Unfälle: So zerschmetterte er sich den vorderen Teil des Schädels bei einem Sturz auf eine Wagenachse, im Alter von acht Jahren fiel er aus einem Fenster im dritten Stock und versank später in einem riesigen Heuhaufen und konnte erst kurz vor dem Erstickungstod gerettet werden; zweimal ertrank er fast in der Ostsee.
Durch den Religionsunterricht des Superintendenten Jakob Gottlieb Ehwalt (1765–1844) wurde der Grund für seinen religiösen Sinn gelegt und er lernte die Lektüre der Bibel zu schätzen. Nach den Wünschen seiner Mutter sollte er nach Beendigung der Belagerung Danzigs den Elementarunterricht nachholen und anschließend Theologie studieren, jedoch verstarb seine Mutter zuvor und Wilhelm Schumacher musste aufgrund der Vermögensumstände seines Vaters eine Lehre zum Sattler beginnen. In der freien Zeit während seiner Lehre nutzte er die Nächte zum Studium der Bücher, derer er habhaft werden konnte, und verwendete einen Großteil seines Lehrgeldes zum Kauf von Kerzen.
Nach Beendigung der Lehre diente er bis 1821 als Soldat und besuchte hierbei die Soldatenschulen und in seiner dienstfreien Zeit betrieb er sein Selbststudium. Nach Beendigung seiner Dienstzeit als Soldat ging er als Sattlergeselle auf Wanderung und erwarb sich in Breslau durch ein Gelegenheitsgedicht das Wohlwollen eines Fürsten, in dessen Gefolge er nach Österreich reiste und Unterricht durch den Hofmeister erhielt. Zwei Jahre später kehrte er nach Danzig zurück und erfuhr bei der Ankunft, dass einer seiner Brüder am Tag zuvor Selbstmord begangen habe.
Aufgrund seiner bisher erhaltenen Ausbildung gab er die Sattlerarbeiten auf und schrieb Gelegenheitsgedichte, die er sich honorieren ließ. Dank der Unterstützung des Direktors der St.-Johannis-Schule in Danzig, Matthias Gotthilf Löschin, durfte er dessen Bibliothek nutzen; so notierte er Auszüge und schrieb ihm Bemerkenswertes ab.
Er heiratete 1823 und stand nun vor dem Problem, dass er mit seinen literarischen Arbeiten nicht genügend verdiente, so dass er sich in kleine Handelsspekulationen einließ und hierbei getäuscht wurde und für neun Monate in den Schuldturm musste. Dort fand er dann allerdings die Muße zu studieren und las nun Immanuel Kant, Johann Gottfried Herder, Gotthold Ephraim Lessing, Johann Gottfried Seume und Voltaire sowie die Bibel.
Die Ankunft der Opernsängerin Henriette Sontag in Danzig gab ihm die Gelegenheit einige humoristisch-satirische Schriften und Gedichte zu veröffentlichen. Hierdurch und durch die Herausgabe eines Adressbuches für Danzig war er in der Lage, sich aus dem Schuldenturm freizukaufen. Nun besserten sich seine finanziellen Verhältnisse und er arbeitete für fremde Zeitschriften, gab einige Romane heraus und war Gelegenheitspoet. Er schrieb, wie er selbst sagte, Gevatter- und Liebesbriefe, Bitt- und Impertinenzschreiben, Vermählungs- und Empfehlungsgedichte, Stammbuchaufsätze, Rundgesänge und Trauergesänge.
Als die Cholera 1831 in Danzig ausbrach, begann er Cholera-Satiren zu schreiben, die zu Tausenden vervielfältigt und ins Englische und Dänische übersetzt wurden. Nach eigenen Angaben erwarb er hierdurch 600 Taler Gewinn. Im gleichen Jahr gründete er im November auch die Zeitschrift Danziger Dampfboot, mit dem Versprechen, dass es eine Zeitschrift für Geist, Humor, Satire, Poesie, Welt- und Volksleben, Korrespondenz, Kunst, Literatur und Theater sein sollte. Er leitete als Redakteur die Zeitung für sechs Jahre fast ausschließlich alleine und nur selten mit einem Mitarbeiter. Anfangs hatte er 300 Abonnenten, diese Zahl war Ende 1836 auf mehr als 900 angewachsen, als es an die Gerhardsche Buchhandlung übertragen wurde; Julius Lasker führte von 1838 bis 1844 die Redaktion. Das Danziger Dampfboot bestand bis 1879 und hatte bis zu 1.500 Abonnenten.
Im Winter 1836 zog er sich eine Grippe zu, die in Schwindsucht umschlug, er starb daran im April 1837.

## Schriften (Auswahl)
- Weibliche Schaam und Entartung Oder Die Ursachen des gegenwärtigen Mangels an brauchbaren weiblichen Dienstboten. Danzig, 1826.
- Bemerkungen über den Mißbrauch mit dem weisen Gesetz, welches dem Vater eines unehelichen Kindes verurtheilt, die Verpflegungsgelder für dasselbe an die Klägerin zu zahlen. Danzig 1826.
- Die Erstlinge: eine Sammlung Erzählungen, Gedichte u. Charaden. Danzig: Anhuth, 1826.
- Der große Eremit, oder Liebesabenteuer des Freiherrn Leopold von Lilienfeld: ein satirisch-launiger Roman. Danzig: Gerhard, 1826.
- Der Aufmerksame Zuschauer: Wochenschrift für Freunde der frohen Laune und Satire. Danzig: Wilhelm Schumacher, 1826–1827.
- Danziger Dampfschiff für Literatur, Poesie, Theater und Geselligkeit. Danzig : Gedruckt in der Wedelschen Hofbuchdruckerei, 1828.
- Lustgedränge und Harfenklänge: eine Sammlung Erzählungen, Balladen und Gedichte. Graudenz; Berlin, 1828.
- Schellenklänge. Scherze, Schwänke, Glossen und Satyren. Graudenz 1828.
- Momus. Taschenbuch für Freunde des Scherzes und der Satyre. Graudenz 1828.
- Die Eroberung von Varna durch die Russen im Jahre 1828 Gelegenheitsschauspiel in 3 Aufzügen; nebst einem Anhange von vermischten Gedichten. Danzig 1829.
- Lied beim Scheiden des verhängnißvollen Jahres 1830. Danzig 1830.
- Vergißmeinnicht. Ein Liedersträußchen für Herz und Geist. Danzig Botzon 1830.
- Figaro: Theater-Blatt für Danzig. Danzig: Wedelsche Hof-Buchdruckerei, 1830.
- Charakteristik der Danziger Nachtwächter: ein Schattenriß. Strassburg in Westpreußen. Gedruckt bei J. F. S. Zimmermann, 1830.
- Epistel an die neuen Sonntagskinder in Grossfischdorf: ein satirisches Gedicht. Danzig: gedruckt bei Louis Botzon, 1830.
- Danziger Stadt- und Adreß-Almanach für das Jahr 1831. Danzig Wedel 1831.
- Epilog, beim diesjährigen Schluß der hiesigen Bühne, am 17. Januar 1831, nach der Aufführung des Molierschen Lustspiels Tartufe. Danzig: gedruckt in der Wedelschen Hofbuchdruckerei, 1831.
- Verständlichste und bewährteste Belehrungen über die mit Gefahr bedrohende pestartige Krankheit Cholera morbus: mit einem Rezepte versehen, welches das sicherste Schutzmittel wider die cholera lehrt, und alle hierüber schon erschienene und vielleicht noch erscheinende Büchlein übertrifft und überflüssig macht; nach den Hauptresultaten ärztlicher, in Indien, Persien, Rußland und Polen gemachten Erfahrungen sorgfältig zusammengestellt. Danzig: Wedel, 1831.
- Der Wunderdoktor wie er ist. Danzig 1831.
- Die Cholera morbus, 1. Teil. Danzig 1831.
- Die Cholera morbus, 2. Teil. Danzig 1831.
- Die Cholera morbus, 3. Teil. Danzig 1831.
- Geschichte der Cholera in Danzig im Jahre 1831: Nebst: humoristisch-satirische Rosenbilder aus einer Gewitternacht der schrecklichsten Wirklichkeit: Drei Gedichte mit einem Steindruck und prosaischen Noten zum poetischen Texte. Danzig 1831.
- Der Schuhmacher Hamann in Heubude, seine Wundertropfen wider die Cholera und seine Beurtheiler : Nach Vernunftgründen und allen bisherigen Erfahrungen, zum Besten des Publikums kritisch beleuchtet und unparteiisch dargestellt. Danzig 1831.
- Zacharias Zappio: oder Liebe und Leben eines Danziger Bürgers, eine geschichtlich-romantische Erzählung; nebst einer Biographie des Polizei-Sekretair Paulus. Danzig: Wedelschen Hofbuchdruckerei, 1831.
- Danziger Dampfboot für Geist, Humor, Satire, Poesie, Welt- und Volksleben, Korrespondenz, Kunst, Literatur und Theater. Danzig 1831.
- Die Finsterlinge im Lande des Lichtes: nebst: Entgegnung auf die Dr. Olshausenschen Anfälle. Danzig 1834.
- Félicité Robert de Lamennais; Wilhelm Schumacher; Hoffmann und Campe Verlag: De Lamennais Worte eines Gläubigen. Hamburg Hoffmann & Campe 1834.
- Preussischer Musentempel der treuen Volksliebe für das erhabene Königshaus oder Beschreibung der Festlichkeiten auf der, im Jare 1834, von Berlin bis zur Einschiffung in Memel, erfolgten Reise J. J. K. K. Hoheiten des Kronprinzen von Preussen und Höchst dessen Gemahlin. Danzig 1834.
- Carl Woike; Wilhelm Schumacher: Die Beschaffenheit des sittlich-religiösen Urtheils unserer Zeit : Zunächst ein Sendschreiben an den Redakteur des "Danziger Dampfboots", Herrn W. Schumacher, in Betreff seiner "Finsterlinge im Lande des Lichtes". Königsberg Unzer 1835.
- Lyrische und humoristische Gedichte. Danzig 1835.
- Maiblumen und Bergfrüchte, oder vermischte Schriften in Poesie und Prosa. Danzig, 1835–38.